# 黒島 (長崎県松浦市)
黒島（くろしま）は、長崎県松浦市にある島である。

## 概要
かつては採石が盛んで、墓石材に使われる石を産出していたが、現在は人口も減少し石に携わる人もほとんどいない。

## 交通
松浦市御厨（みくりや）港→青島港→鷹島・船唐津（ふなとうず）港→黒島